# Rhynchospora dissitispicula
Rhynchospora dissitispicula är en halvgräsart som beskrevs av Tetsuo Michael Koyama. Rhynchospora dissitispicula ingår i släktet småag, och familjen halvgräs. Inga underarter finns listade i Catalogue of Life.